# Ferrovia Milano-Venezia
La ferrovia Milano-Venezia, all'epoca della costruzione conosciuta come Ferrovia Ferdinandea, è una delle più importanti linee ferroviarie italiane. Essa collega il capoluogo della Lombardia, Milano, col capoluogo del Veneto, Venezia.
Di proprietà statale, è gestita da RFI che la classifica come linea fondamentale.

## Storia
| Tratta                                      | Inaugurazione    |
| ------------------------------------------- | ---------------- |
| Padova-Marghera                             | 13 dicembre 1842 |
| Marghera-testa del ponte sulla Laguna       | 5 novembre 1843  |
| ponte sulla Laguna di Venezia               | 13 gennaio 1846  |
| Vicenza-Padova                              | 13 gennaio 1846  |
| Milano-Treviglio                            | 15 febbraio 1846 |
| Verona (Porta Vescovo)-Vicenza              | 3 luglio 1849    |
| Verona (Porta Nuova)-Verona (Porta Vescovo) | 14 dicembre 1852 |
| Coccaglio-Verona                            | 22 aprile 1854   |
| Treviglio-Bergamo-Coccaglio                 | 12 ottobre 1857  |
| Treviglio-Rovato                            | 5 marzo 1878     |

Già a partire dal 1835 vi fu il desiderio di collegare via ferrovia le città di Venezia e Milano, capitali del Regno Lombardo-Veneto. Il 2 settembre 1835 la Camera di Commercio di Venezia esaminò la domanda di costituzione di una Società in accomandita presentata dell'ingegnere Francesco Varé e Sebastiano Wagner, un commerciante locale. I due imprenditori chiedevano che la Società fosse autorizzata a costruire una strada ferrata da Venezia a Milano.
Il 14 ottobre 1835 la Camera di Commercio di Venezia sottopose la domanda al Governo delle province venete. Il Governo si mostrò interessato e venne formata una commissione di cinque membri per avviare studi più approfonditi. Il 28 gennaio 1836 la commissione pose a Varé una serie di domande tendenti a chiarire in dettaglio i problemi possibili e le possibili soluzioni. Il progetto di Varé tendeva semplicemente a unire le due capitali del Regno Lombardo-Veneto per la via più breve.
Nel 1837 iniziarono le operazioni per la costituzione della società Imperial-Regia Privilegiata Strada Ferrata Ferdinandea Lombardo-Veneta dal nome dell'Imperatore Ferdinando I d'Austria.
Carlo Cattaneo, segretario della sezione lombarda, dando prova della conoscenza del territorio, sottolineò sugli "Annali Universali di Statistica" l'importanza che i binari toccassero le principali città fra le due capitali del regno.
La linea fu costruita per tratti e il primo tronco ad essere completato ed inaugurato, il 12 dicembre 1842, fu il Padova-Marghera. Il ponte sulla Laguna Veneta fu invece aperto il 11 gennaio 1846: in precedenza la città veneta era comunque collegata alla linea ferroviaria grazie ad un servizio su natanti diretto a Marghera. In successione furono poi aperti il Padova-Vicenza (11 gennaio 1846) e il Milano-Treviglio (17 febbraio 1846). La Prima guerra di indipendenza rallentò la costruzione degli altri tratti: il Verona-Vicenza fu inaugurato il 3 luglio 1849, seguito dal Coccaglio-Brescia-Verona (22 aprile 1854) e dal Treviglio-Bergamo-Coccaglio (12 ottobre 1857). Il percorso originario era lungo 285 km e prevedeva il passaggio lungo la direttrice oggi nota come Treviglio-Bergamo-Rovato. Con l'inaugurazione del tronco diretto Treviglio-Rovato, avvenuta il 5 marzo 1878, la ferrovia assunse l'attuale fisionomia. Dal 1956 la trazione su tutta la linea è a corrente elettrica a 3000 Volt a corrente continua.
Nel 2007 è stato completato il quadruplicamento della ferrovia nel tratto compreso tra Milano e Treviglio, per meglio separare il traffico locale suburbano  da quello regionale e della lunga percorrenza.
A dicembre 2016 è stata completata la nuova linea Alta Velocità/Alta Capacità Treviglio - Brescia lunga 39,6 km. L'opera rientra nel più vasto progetto di realizzazione del collegamento ferroviario AV/AC Milano - Venezia e del corridoio TEN-T Mediterraneo.

## Caratteristiche

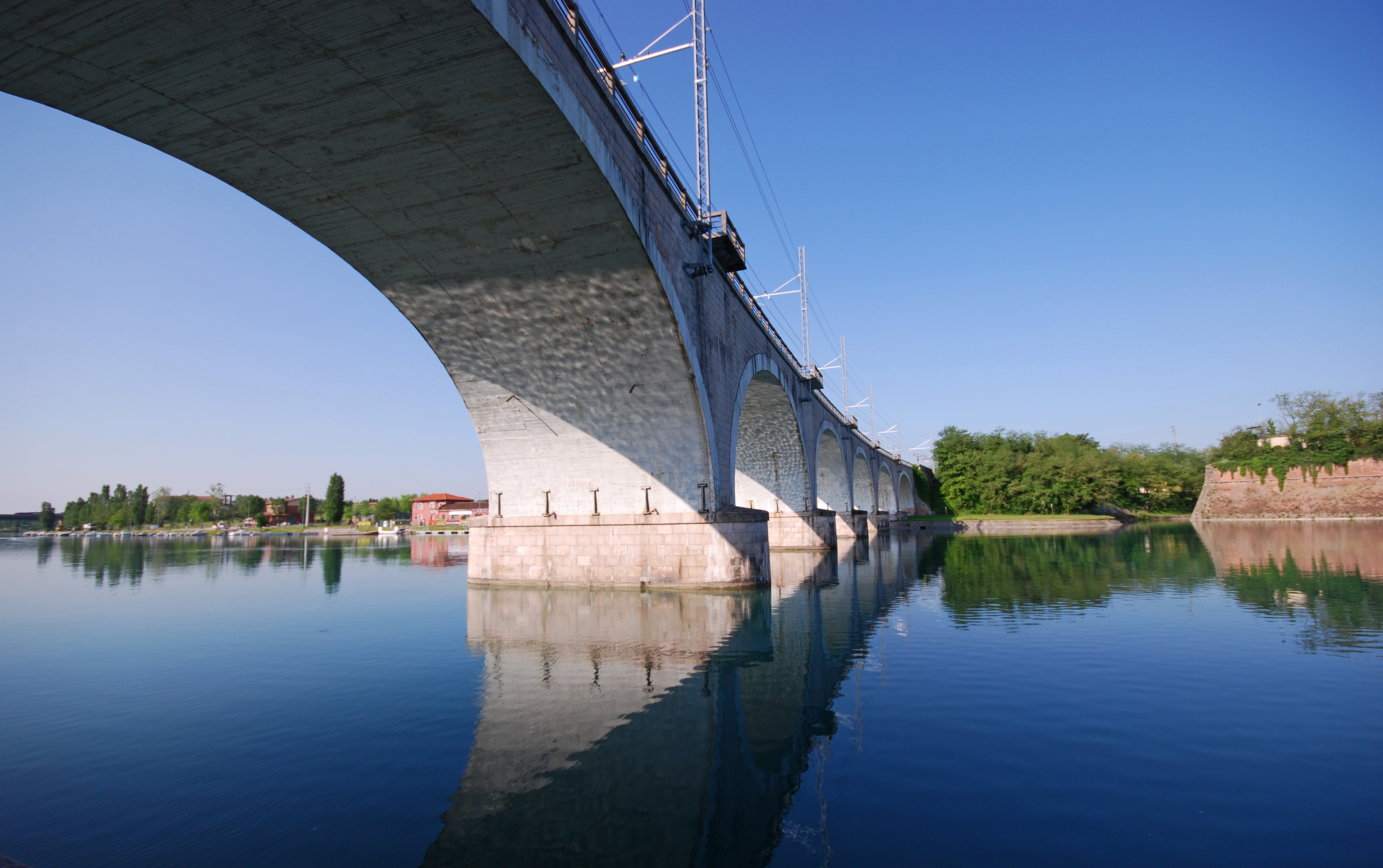
Peschiera del Garda, ponte ferroviario

| Unknown route-map component "vKBHFa" |

|  |  | Unknown route-map component "vSTR-ABZgl" | Unknown route-map component "vABZq+rl" | Unknown route-map component "dABZq+l" | Unknown route-map component "dCONTfq" |

|  |  | Unknown route-map component "vSTR-ABZg+l" | Unknown route-map component "dKRZu" | Unknown route-map component "dABZqr" | Unknown route-map component "dKRZu" | Unknown route-map component "dCONTfq" |

|  |  | Unknown route-map component "vSTR" | Unknown route-map component "vSTR-" + Unknown route-map component "vSTRl-" | Unknown route-map component "dKRZu" | Unknown route-map component "dCONTfq" |

|  |  | Unknown route-map component "vSTR-ABZg+l" | Transverse track + Unknown route-map component "vSTRl-" | Unknown route-map component "dABZql" | Unknown route-map component "dCONTfq" |

|  | Unknown route-map component "exCONTg" | Unknown route-map component "vSHI1l" | Unknown route-map component "SHI1c3" |  |

| Unknown route-map component "d" | Unknown route-map component "exKBHFa" | Unknown route-map component "exSHI1+r" | Unknown route-map component "vSTR" |  |  |

| Unknown route-map component "d" | Unknown route-map component "exSTR" | Unknown route-map component "exBHF" | Unknown route-map component "vSTR" |  |  |

| Unknown route-map component "d" | Unknown route-map component "exABZg2" | Unknown route-map component "exABZg3" | Unknown route-map component "vSTR" |  |  |

| Unknown route-map component "exdCONTgq" | Unknown route-map component "exABZq1" + Unknown route-map component "exSTRr" | Unknown route-map component "exABZg+r" + Unknown route-map component "exSTR+4" | Unknown route-map component "vBHF" |  |  |

| Unknown route-map component "dCONTgq" | Transverse track | Unknown route-map component "xKRZ" | Unknown route-map component "vSTRr-" + Unknown route-map component "v-SHI4l" + Unknown route-map component "v-SHI2l" + Unknown route-map component "v-SHI2gr" | Unknown route-map component "vSHI2+r-" + Unknown route-map component "v-SHI4+r" |  |

| Unknown route-map component "dCONTgq" | Transverse track | Unknown route-map component "xvSTR+r-SHI1+r" | Unknown route-map component "vSTR" | Unknown route-map component "vSTR-DST" |  |

| Unknown route-map component "dvCONTgq" | Unknown route-map component "v-STR+rf" + Unknown route-map component "SHI1+lq" | Unknown route-map component "xvSTR" + Unknown route-map component "lvMKRZu-" + Transverse track | Unknown route-map component "vKRZo" | Unknown route-map component "vSTRr-STR" |  |

| Unknown route-map component "vSTR" | Unknown route-map component "vexBHF-STR" | Unknown route-map component "vSHI2l-" | Unknown route-map component "dSTR" |

| Unknown route-map component "vSTR-STRl" | Unknown route-map component "xdKRZ" | Unknown route-map component "dKRZo" | Unknown route-map component "vSTR+r-STR" | Unknown route-map component "dSTR" |

| Unknown route-map component "vSHI2l-" | Unknown route-map component "evÜWB" | Unknown route-map component "vÜSTu+r" | Unknown route-map component "dSTR" |

| Unknown route-map component "d" | Unknown route-map component "dABZg+l" | Unknown route-map component "vKRZo" + Unknown route-map component "MASKr" + Unknown route-map component "exv-STR" + Unknown route-map component "v-SHI2+l" + Unknown route-map component "v-SHI4+l" | Unknown route-map component "d" + Unknown route-map component "lMKRZq3+1u" + Unknown route-map component "v-SHI4r" + Unknown route-map component "vSHI2r-" | Unknown route-map component "v-STRr" |

| Unknown route-map component "dSKRZ-Au" | Unknown route-map component "vSKRZ-Au" |  |

| Unknown route-map component "dDST" | Unknown route-map component "vSTR" |  |

| Unknown route-map component "v-SHI2g+r" | Unknown route-map component "dHST" |  |

| Unknown route-map component "vBHF" | Unknown route-map component "d" |

| Unknown route-map component "vSTR-HST" | Unknown route-map component "d" |

| Unknown route-map component "vDST" | Unknown route-map component "d" |

| Unknown route-map component "vSTR-HST" | Unknown route-map component "d" |

| Unknown route-map component "d" | Unknown route-map component "vSKRZ-Au" |  |

| Unknown route-map component "v-SHI2r" | Unknown route-map component "dHST" |  |

| Straight track | Stop on track |  |

| Straight track | Station on track |  |

| Unknown route-map component "WCONTgq" | Unknown route-map component "hKRZWa" | Small bridge over water | Transverse water | Unknown route-map component "WASSER+r" |

| Unknown route-map component "WCONTgq" | Unknown route-map component "hKRZWe" | Unknown route-map component "hKRZWae" | Transverse water | Unknown route-map component "WABZql" |

| Unknown route-map component "CONTgq" | Unknown route-map component "vSTRr-" + Unknown route-map component "vSHI2l-" | Unknown route-map component "dSTR" |  |  |

| Unknown route-map component "vDST" | Unknown route-map component "d" |

| Unknown route-map component "dSTR" | Unknown route-map component "vSHI2gl-" |

| Unknown route-map component "dSHI2l" | Unknown route-map component "vÜSTxl" + Unknown route-map component "vSHI2+r-" |

|  | Unknown route-map component "exvSTR+l-" | Unknown route-map component "exSTRq" + Unknown route-map component "vSTR-ABZl+l" | Unknown route-map component "dSTRq" + Unknown route-map component "exlBHF" | Unknown route-map component "STR+r" |

|  | Unknown route-map component "exv-STR" | Unknown route-map component "v-STR" | Unknown route-map component "vSTR-" | Unknown route-map component "HST2" | Unknown route-map component "dSTRc3" |

|  | Unknown route-map component "exv-STR" | Unknown route-map component "v-SHI2g+l" | Unknown route-map component "vSHI2r-" | Unknown route-map component "STRc1" | Unknown route-map component "dCONT4-" |

| Unknown route-map component "uexCONTgq" | Unknown route-map component "exmKRZo" | Unknown route-map component "emKRZo" | Unknown route-map component "uexCONTfq" |  |

| Unknown route-map component "exSTR" | Station on track |  |

| Unknown route-map component "exSTR" | Unknown route-map component "eBHF" |  |

| Unknown route-map component "CONTgq" | Unknown route-map component "eABZqr" | Unknown route-map component "ABZgr" |  |  |

| Unknown route-map component "HSTeBHF" |

| Unknown route-map component "HSTeBHF" |

| Unknown route-map component "hKRZWae" |

| Station on track |

| Unknown route-map component "uexCONTgq" | Unknown route-map component "emKRZo" | Unknown route-map component "uexCONTfq" |

| Unknown route-map component "HSTeBHF" |

| Unknown route-map component "hKRZWae" |

| Unknown route-map component "uexKBHFa" | Unknown route-map component "HSTeBHF" |  |

| Unknown route-map component "uexSTRl" | Unknown route-map component "emKRZ" | Unknown route-map component "uexCONTfq" |

| Unknown route-map component "d" |  | Straight track + Unknown route-map component "kSTRc2" | Unknown route-map component "kSTR3+l" | Unknown route-map component "dCONTfq" |

| Unknown route-map component "d" |  | Unknown route-map component "kABZg+1" | Unknown route-map component "STR+l" | Unknown route-map component "dCONTfq" |

| Unknown route-map component "c" |  |  | Station on track | Station on track | Unknown route-map component "uexKBHFaq" | Unknown route-map component "uexcCONTfq" |

|  | Unknown route-map component "KRWg+l" | Unknown route-map component "xKRWgr" |

| Unknown route-map component "exCONTgq" | Unknown route-map component "eKRZo" | Unknown route-map component "exSTRr" |

| Station on track |

| Unknown route-map component "SKRZ-Au" |

| Unknown route-map component "CONTgq" | Unknown route-map component "ABZg+r" |  |

| Unknown route-map component "hKRZWae" |

| Unknown route-map component "KRW+l" | Unknown route-map component "KRWgr" |  |

| Non-passenger station/depot on track | Straight track |  |

| Unknown route-map component "KRWl" | Unknown route-map component "KRWg+r" | Unused urban continuation backward |

| Unknown route-map component "uexCONTgq" | Unknown route-map component "emKRZo" | Unknown route-map component "uexABZg+r" |

|  |  | Unknown route-map component "ABZg+l" | Unused waterway under railway bridge | Unknown route-map component "CONTfq" |

|  | Station on track | Unknown route-map component "uexBHF" |

|  |  | Straight track | Unknown route-map component "uexSTRl" | Unknown route-map component "uexCONTfq" |

|  | Unknown route-map component "CONTgq" | Unknown route-map component "ABZgr+xr" |  |  |

| Unknown route-map component "uexCONTgq" | Unknown route-map component "emKRZo" | Unknown route-map component "uexCONTfq" |

|  |  | Unknown route-map component "STR+GRZq" |

|  |  | Non-passenger station/depot on track | Unknown route-map component "exKBHFa" |  |

|  |  | Unknown route-map component "eKRWgl" | Unknown route-map component "exKRWg+r" |  |

| Unknown route-map component "d" |  | Straight track | Unknown route-map component "exSTRl" | Unknown route-map component "exdCONTfq" |

| Unknown route-map component "exCONTgq" | Unknown route-map component "eABZgr" |  |

| Small bridge over water |

| Unknown route-map component "HSTeBHF" |

| Station on track |

| Unknown route-map component "uexCONTgq" | Unknown route-map component "emKRZu" | Unknown route-map component "uexCONTfq" |

| Station on track |

| Unknown route-map component "exKRW+l" | Unknown route-map component "eKRWgr" |  |

| Unknown route-map component "exSTRl" | Unknown route-map component "eKRZo" | Unknown route-map component "exCONTfq" |

| Unknown route-map component "eHST" |

| Straight track + Unknown route-map component "GRZq" |

| Unknown route-map component "hKRZWae" |

| Unknown route-map component "exvSTR+l-" | Unknown route-map component "exdSTRq" | Unknown route-map component "eKRZo" | Unknown route-map component "exCONTfq" | Unknown route-map component "d" |

| Unknown route-map component "exdSTR" | Unknown route-map component "exKBHFa" | Station on track |  | Unknown route-map component "d" |

| Unknown route-map component "exv-STR" | Unknown route-map component "exKRWg+l" | Unknown route-map component "eKRWgr" |  |  |

| Unknown route-map component "exdCONTgq" | Unknown route-map component "exABZqlr" | Unknown route-map component "exvSTRr-" | Unknown route-map component "vSTR-" |  |  |

| Stop on track |

| Non-passenger station/depot on track |

| Unknown route-map component "eHST" |

| Unknown route-map component "SKRZ-Au" |

| Unknown route-map component "KDSTaq" | Unknown route-map component "dSTR2h+r" | Straight track + Unknown route-map component "BS2c3" | Unknown route-map component "d" |  |

| Unknown route-map component "dABZgl" | Unknown route-map component "dKRZl+r" | Unknown route-map component "dSTR+r" |

| Unknown route-map component "dSTR+l" | Unknown route-map component "vSTR-ABZgro" | Unknown route-map component "vSTR-" |

| Unknown route-map component "dCONTgq" | Unknown route-map component "STR+r" | Unknown route-map component "vSTR-STRl" | Unknown route-map component "vSTRo-ABZg+r" |  |  |

| Straight track | Unknown route-map component "vSTR-STR+l" | Unknown route-map component "dKRZo" | Unknown route-map component "dABZql+l" | Unknown route-map component "CONTfq" | Unknown route-map component "d" |

| Unknown route-map component "ABZl+l" | Unknown route-map component "dABZqr+r" | Unknown route-map component "vSTRr-STR" + Unknown route-map component "v-SHI2r" | Unknown route-map component "vSTR-" |  |

| Unknown route-map component "dCONTgq" | One way rightward | Unknown route-map component "vSTR-ABZg+l" | Unknown route-map component "vSTRo-ABZgr" |  |  |

| Unknown route-map component "vABZglo-STR" | Unknown route-map component "vABZg+r-STR" | Unknown route-map component "d" |

| Unknown route-map component "vSTR2-" + Unknown route-map component "v-STR2" + Unknown route-map component "vSHI2g+l-" | Unknown route-map component "dSTRc3" + Unknown route-map component "dSTRc2" + Unknown route-map component "dSTR" | Unknown route-map component "vSTR3-" |

| Non-passenger station/depot on track | Unknown route-map component "cSTRc1" + Station on track | Unknown route-map component "dSTR+1" + Unknown route-map component "dSTR+4" | Unknown route-map component "cSTRc4" |  |

| Unknown route-map component "KRWl" | Unknown route-map component "KRWg+r" |  |

| Small bridge over water |

| Unknown route-map component "hKRZWae" |

|  |  | Station on track | Unknown route-map component "uexKBHFa" |  |

|  |  | Straight track | Unknown route-map component "uexABZgl" | Unknown route-map component "uexCONTfq" |

|  |  | Unknown route-map component "HSTeBHF" | Unknown route-map component "uexBHF" |  |

|  |  | Unknown route-map component "uexKRWgl" + Straight track | Unknown route-map component "uexKRWg+r" |  |

|  |  | Stop on track | Unknown route-map component "uexBHF" |  |

|  |  | Unknown route-map component "HSTeBHF" | Unknown route-map component "uexBHF" |  |

|  |  | Straight track | Unknown route-map component "uexABZgl" | Unknown route-map component "uexCONTfq" |

|  |  | Straight track | Unknown route-map component "uexBHF" |  |

|  |  | Straight track | Unknown route-map component "uexABZgl" | Unknown route-map component "uexCONTfq" |

|  | Unknown route-map component "uexSTR+l" | Unknown route-map component "emKRZ" | Unknown route-map component "uexSTRr" |  |

| Unknown route-map component "uexBHF" | Station on track |  |

| Unknown route-map component "uexCONTr+g" | Straight track |  |

| Unknown route-map component "exCONTgq" | Unknown route-map component "eABZg+r" |  |

| Unknown route-map component "HSTeBHF" |

| Unknown route-map component "HSTeBHF" |

| Unknown route-map component "SKRZ-Au" |

|  |  | Straight track | Unknown route-map component "uexSTR+l" | Unknown route-map component "uexCONTfq" |

|  |  | Station on track | Unknown route-map component "uexBHF" |  |

|  | Small bridge over water | Unknown route-map component "uexWBRÜCKE1" |

|  | Small bridge over water | Unknown route-map component "uexWBRÜCKE1" |

|  | Station on track | Unknown route-map component "uexBHF" |

| Unknown route-map component "uexCONTgq" | Unknown route-map component "uexWBRÜCKE1q" | Unknown route-map component "emdKRZu" | Unknown route-map component "uexv-STRr" |  |

|  |  | Small bridge over water |

|  |  | Small bridge over water |

|  |  | Unknown route-map component "hKRZWae" |

| Unknown route-map component "eDST" |

|  | Unknown route-map component "ABZgl+xl" | Unknown route-map component "CONTfq" |

| Unknown route-map component "eDST" |

| Unknown route-map component "STR+GRZq" |

| Small bridge over water |

| Unknown route-map component "SKRZ-Au" |

| Stop on track |

| Unknown route-map component "exCONTgq" | Unknown route-map component "eABZg+r" |  |

| Station on track |

|  | Unknown route-map component "eABZgl" | Unknown route-map component "exCONTfq" |

| Unknown route-map component "SKRZ-Au" |

| Stop on track |

| Small bridge over water |

| Unknown route-map component "eDST" |

| Unknown route-map component "kABZg3" |

| Unknown route-map component "v-STR+l" | Unknown route-map component "kABZq12" | Unknown route-map component "KRZu+k234" | Unknown route-map component "kABZq+3" | Unknown route-map component "CONTfq" |

| Unknown route-map component "c" | Non-passenger station/depot on track | Unknown route-map component "cd" | Unknown route-map component "kABZg+14" | Unknown route-map component "exSTR+l" | Unknown route-map component "exCONTfq" |

| Unknown route-map component "dCONTgq" | Unknown route-map component "dSTRr" |  | Unknown route-map component "eKRWg+l" | Unknown route-map component "exKRWgr" |  |

|  | Unknown route-map component "exKDSTa" | Straight track | Unknown route-map component "exSTR" |  |

|  | Unknown route-map component "exSTR" | Station on track | Unknown route-map component "exKBHFe" |  |

| Unknown route-map component "uexCONTgq" | Unknown route-map component "exmABZgr" | Straight track |  |  |

| Unknown route-map component "exKRWl" | Unknown route-map component "eKRWg%2Br" |  |

| Unknown route-map component "dSHI2+l" | Unknown route-map component "vSHI2r-" + Unknown route-map component "vSHI2gl-" |

| Unknown route-map component "dCONTf" | Unknown route-map component "vSTR" |

| Unknown route-map component "d" | Unknown route-map component "vSKRZ-Au" |

| Unknown route-map component "d" | Unknown route-map component "veHST-STR" |

| Unknown route-map component "d" | Unknown route-map component "dWASSERq" | Unknown route-map component "dWBRÜCKE" | Unknown route-map component "dWBRÜCKE" | Unknown route-map component "dWASSERq" |

| Unknown route-map component "d" | Unknown route-map component "vHST-STR" |

| Unknown route-map component "d" | Unknown route-map component "vHST-STR" |

| Unknown route-map component "d" | Unknown route-map component "vBHF-STR" |

| Unknown route-map component "d" | Unknown route-map component "vHST-STR" |

| Unknown route-map component "d" | Unknown route-map component "vDST-STR" |

|  | Unknown route-map component "d" | Unknown route-map component "veABZgl-STR" | Unknown route-map component "exCONTfq" |

|  | Unknown route-map component "dSTR+l" | Unknown route-map component "vKRZu" | Unknown route-map component "CONTfq" |

| Unknown route-map component "CONTgq" | Unknown route-map component "dABZg+r" | Unknown route-map component "vSTR" |  |

| Unknown route-map component "CONTgq" | Unknown route-map component "dABZgr" | Unknown route-map component "vSTR" |  |

|  | Unknown route-map component "vSTR" | Unknown route-map component "edABZg+l" | Unknown route-map component "exCONTfq" |

| Unknown route-map component "dSHI2l" | Unknown route-map component "dSHI2g+lr" | Unknown route-map component "dSHI2r" |

| Continuation backward | Straight track |  |

| Unknown route-map component "SKRZ-Au" | Unknown route-map component "SKRZ-Au" |  |

|  | Straight track | Junction both to and from left | Unknown route-map component "SPLaq" | Unknown route-map component "vCONTfq" |

| Non-passenger station/depot on track | Straight track |  |

| Unknown route-map component "uexCONTgq" | Unknown route-map component "ABZlxmr" | Unknown route-map component "ABZg+r" |  |  |

| Station on track |

| Unknown route-map component "KDSTaq" | Unknown route-map component "ABZgr" |  |

| Stop on track + Unknown route-map component "lhSTRa@f" |

| Unknown route-map component "WDOCKSaq" | Unknown route-map component "WFILL" + Unknown route-map component "MSTR" + Unknown route-map component "lhSTR" + Straight track | Unknown route-map component "WDOCKSeq" |

| Unknown route-map component "KDSTaq" | Unknown route-map component "ABZgr" + Unknown route-map component "lhSTRe@g" |  |

| End station |

La ferrovia, oggi lunga 267 chilometri, è a doppio binario ed è interamente elettrificata in corrente continua con tensione a 3000 volt. Lo scartamento adottato è quello ordinario da 1435 mm.
I capoluoghi di provincia serviti dalla linea sono Brescia, Verona, Vicenza, Padova i quali risultano essere anche i principali nodi di interscambio con altre linee sia statali, gestite da RFI, sia regionali, esercite da Ferrovienord e da Sistemi Territoriali.

### Percorso
(Marcel Proust)
Tra la stazione di Milano Centrale e quella di Milano Lambrate, la linea è denominata "Linea Venezia" e affianca sia la linea di cintura milanese sia le linee "Bologna" e "Genova". Tra Milano Lambrate e Melzo, la linea corre in parallelo con il doppio binario della linea DD, tronco completato e in servizio della progettata ferrovia ad alta velocità Milano-Verona. Tra la stazione di Padova e quella di Venezia Mestre la linea è affiancata dai due binari della linea ad alta velocità Padova-Mestre.

## Traffico
La ferrovia è impiegata sia dai treni del trasporto viaggiatori sia da quelli dei treni merci di numerose società ferroviarie.

### Servizio regionale
La linea è percorsa dai servizi regionali Trenord sulle relazioni RegioExpress Milano Centrale-Verona Porta Nuova e Milano Centrale-Bergamo e sulla relazione regionale Milano Greco Pirelli-Brescia, nonché da quelli Trenitalia sulla relazione Verona Porta Nuova-Venezia Santa Lucia.
Il tratto da Treviglio fino all'immissione con la linea di cintura è inoltre servito dai convogli della linea S5 e S6 del servizio ferroviario suburbano di Milano, anch'esse esercite da Trenord.

### Servizio a lunga percorrenza
Trenitalia e NTV effettuano rispettivamente servizi Frecciarossa e Italo su quasi tutta la linea ferroviaria, eccetto le tratte Milano-Brescia e Padova-Venezia Mestre, le quali sono percorse sulle apposite ferrovie ad alta velocità. 
Il tratto Padova-Venezia è inoltre utilizzato dai servizi (Frecciarossa, Italo, InterCity e InterCity Notte) diretti a Roma, con eventuale prosecuzione verso Napoli o Salerno.
Tra Verona e Brescia effettuano servizio ulteriori Italo e Frecciarossa da e per Roma e Napoli.
Sono inoltre in servizio:
- due coppie di corse della relazione DB-ÖBB EuroCity per Monaco di Baviera sulla direttrice Venezia Santa Lucia-Verona Porta Nuova;
- due coppie di corse della relazione Venezia Santa Lucia-Ginevra/Zurigo, espletata da Trenitalia/SBB;
- una coppia di Euronight, effettuata da una collaborazione tra ÖBB e Trenitalia, sulla direttrice Milano Centrale-Wien Meidling[19] con carrozze dirette CityNightLine per München Hauptbahnhof.

### Bibliografiche
1. ↑   RFI - Rete in esercizio (PDF), su rfi.it. URL consultato il 4 agosto 2008 (archiviato dall'url originale il 22 febbraio 2012).
2. ↑   Prospetto cronologico dei tratti di ferrovia aperti all'esercizio dal 1839 al 31 dicembre 1926, su trenidicarta.it.
3. ↑   Inaugurazione ed apertura del tronco da Venezia a Padova della Strada ferrata lombardo-veneta, su trenidicarta.it.
4. ↑   Apertura del tronco della Strada ferrata ferdinandea da Milano a Treviglio il dì 15 febbraio 1846, su trenidicarta.it.
5. ↑  s:Indice:Apertura del tronco della strada ferrata Ferdinandea da Milano a Treviglio.djvu
6. ↑  Dopo la costruzione della variante direttissima del 1878, solo il tratto da Rovato è rimasto parte della linea.
7. ↑  Tratto scorporato dalla linea in conseguenza della costruzione della direttissima nel 1878, e divenuto una linea autonoma.
8. ↑   Giornale dell'ingegnere-architetto ed agronomo, 1857, pagina 229, su trenidicarta.it.
9. ↑   Marco De Biasi, Linee ferroviarie bellunesi tra fortune e sfortune, in Storia Veneta, 78, anno XVI, Padova, Elzeviro, Settembre 2024,  p. 4.
10. ↑  Ganzerla (2004), p. 30 e p. 38.
11. ↑  
(DE) Eisenbahn-Zeitung: Organ der Vereine deutscher Eisenbahn-Verwaltungen und Eisenbahn-Techniker, vol. 4, Metzeler, 1846,  p. 83, ISBN non esistente. Ospitato su Google libri.
12. ↑  
(EN) Murray, John, Hand-book for travellers in northern Italy, Londra, Spottiswoode and Shaw, 1847,  p. 238, ISBN non esistente. Ospitato su Archive.org.
13. ↑  Un treno non ancora per tutti | Brescia Storica - Foto storiche di Brescia
14. ↑  Ganzerla (2004),  Parte I.
15. ↑   Milano-Treviglio: si inaugura il quadruplicamento, su L'Eco di Bergamo, 29 giugno 2007. URL consultato il 26 agosto 2024.
16. ↑   Impianti FS, in I Treni, anno XXVII, n. 282, Salò, Editrice Trasporti su Rotaie, giugno 2006,  p. 9, ISSN 0392-4602 (WC · ACNP).
17. ↑  Ordine di Servizio n. 68 del 1947
18. ↑  Alla ricerca del tempo perduto, Vol. VI, La fuggitiva, pag. 300
19. ↑   ÖBB-Italia - Milano - Brescia - Verona - Klagenfurt - Vienna, su obb-italia.com. URL consultato il 14 dicembre 2012 (archiviato dall'url originale il 23 novembre 2012).

### Esplicative
1. ↑  Il tracciato originario della linea passava per Bergamo, la tratta diretta Treviglio-Rovato (via Chiari) fu attivata nel 1878.